# 十月站 (莫斯科地鐵環狀線)
十月站（羅馬化：Oktyabrskaya）是莫斯科地鐵環狀線的一個車站，開通於1950年1月1日，是環狀線最早開通的車站之一。十月站的設計者是Leonid Polyakov，車站裝飾為新古典主義風格。